# Hegau-Panorama-Weg
Der Hegau-Panorama-Weg ist ein etwa 175 Kilometer langer Fernwanderweg im Hegau, einer Landschaft im Süden Baden-Württembergs in Deutschland und im Schweizer Kanton Schaffhausen.

## Verlauf
Der Weg verläuft von Engen über Hilzingen, Singen (Hohentwiel), Ramsen SH und Mühlingen nach Stockach.
Insgesamt sind rund 3500 Höhenmeter zu überwinden, 3476 Meter hinauf, 3538 Meter hinab.

### Kennzeichnung
Der Hegau-Panorama-Weg ist mit keinem einheitlichen Wegzeichen gekennzeichnet, der Wanderer muss sich auf den einzelnen Etappen nach den Beschilderungen des Schwarzwaldvereins und der Kommunen richten.
Betreut wird der Weg durch die „Arbeitsgemeinschaft Hegau-Touristik e. V.“ mit Sitz in Singen.

### Etappen
01. Etappe, 12,8 km, +327/-224 m: Engen – „Napoleonseck“ – Tengen

02. Etappe, 13,7 km, +437/-597 m: Tengen – Blumenfeld – Weil – Binningen – „Hohenstoffeln“ (842 m ü. NHN) – Hilzingen

03. Etappe, 14,7 km, +260/-220 m: Hilzingen – „Heilsberg“ (573 m ü. NHN) – Gottmadingen – Randegg – Gailingen

04. Etappe, 17,7 km, +229/-314 m: Gailingen – Ramsen SH – Wiesholz – Rielasingen-Worblingen – Singen (Hohentwiel)

05. Etappe, 11,9 km, +329/-214 m: Singen – „Hohentwiel“ (696 m ü. NHN) – „Hohenkrähen“ (637 m ü. NHN) – „Mägdeberg“ (654 m ü. NHN) – Welschingen

06. Etappe, 16,8 km, +502/-537 m: Welschingen – „Hohenhewen“ (845 m ü. NHN) – Anselfingen – Engen – Aach

07. Etappe, 12,1 km, +048/-092 m: Aach – Volkertshausen – Steißlingen

08. Etappe, 12,8 km, +228/-195 m: Steißlingen – „Schloss Langenstein“ – Eigeltingen

09. Etappe, 13,6 km, +255/-269 m: Eigeltingen – Nenzingen – Stockach

10. Etappe, 11,2 km, +298/-259 m: Stockach – Walpertsweiler – Mahlspüren im Tal

11. Etappe, 12,5 km, +224/-117 m: Mahlspüren – „Schloss Hohenfels“ – Kalkofen – Schwackenreute

12. Etappe, 08,4 km, +143/-232 m: Schwackenreute – Mühlingen – Hoppetenzell

13. Etappe, 10,3 km, +198/-265 m: Hoppetenzell – „Heidenhöhlen“ – Stockach

### Übergänge
- in Engen zum „Schwarzwald-Querweg Freiburg–Bodensee“
- in Aach zum „Flusserlebnispfad Hegauer Aach“
- in Stockach und Mühlingen zum „Heuberg-Allgäu-Weg“
- in Stockach zum „Hegauer Jakobsweg“

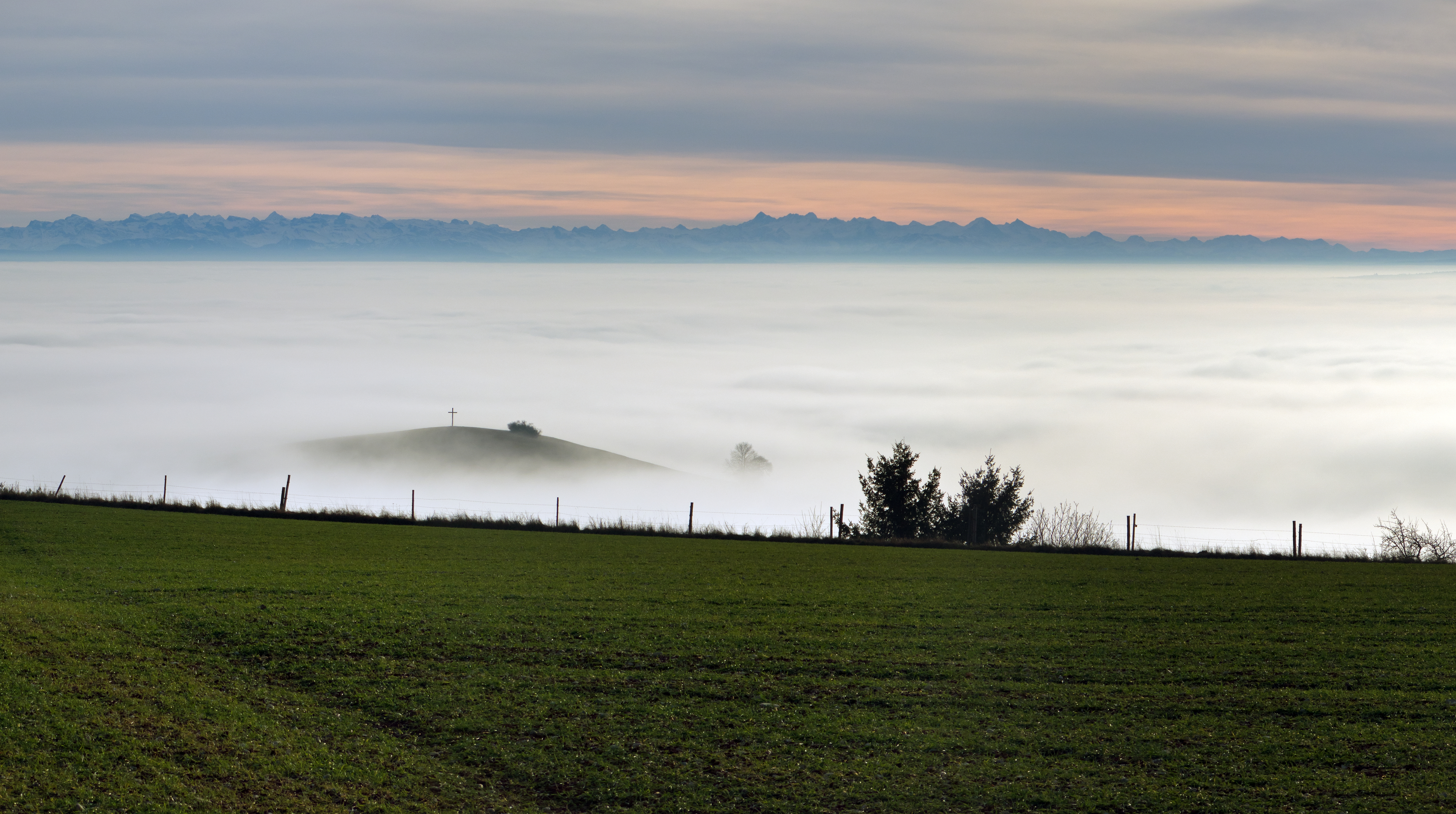
Alpenblick von Napoleonseck
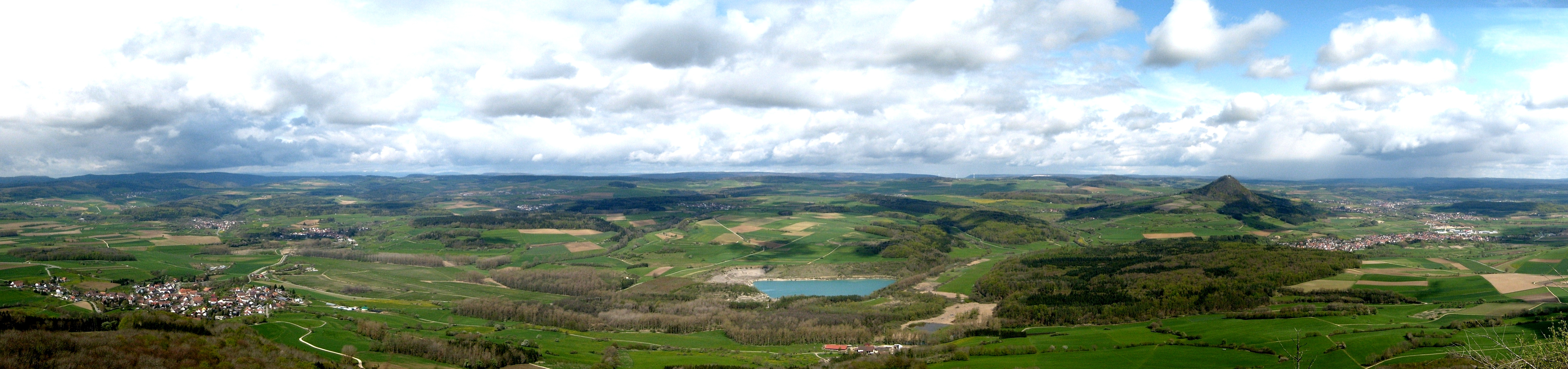
Panoramablick vom Hohenstoffeln